# Aermacchi AM.3
Aermacchi AM.3 (sprva MB-335) je lahko batnognano STOL opazovalno letalo, ki sta ga skupaj razvila Aermacchi in Aeritalia (takrat Aerfer Industrie Aerospaziali Meridionali). AM.3 naj bi nasledil starejše Cessne O-1 Bird Dog, vendar je bil na italijanskem razpisu zmagal njegov konkurent, turbopropelerski SIAI Marchetti SM.1019. Kasneje so Južnoafriške letalske sile naročile. 40 letal AM.3 pod oznako "AM.3CM Bosbok".

## Specifikacije (AM-3CM)
Splošne karakteristike
- Posadka: 2
- Dolžina: 8,73 m (28 ft 8 in)
- Razpon kril: 11,73 m (38 ft 6 in)
- Višina: 2,72 m (8 ft 11 in)
- Teža praznega letala: 1080 kg (2381 lb)
- Naložena teža: 1500 kg (3300 lb)
- Maks. vzletna teža: 1700 kg (3748 lb)
- Pogon letala: 1 ×  Lycoming GSO-480-B1B6, 253,5 kW (340 KM)

 Zmogljivost 
- Maks. hitrost: 278 km/h @ 2440 m (173 mph @ 8000 ft)
- Doseg: 990 km (619 milj)
- Razmerje moč/teža: 170 W/kg (0,10 KM/lb)

Oborožitev

- Do dve strojnici
- Dve 170 kg (375 lb) bombi ali štiri 91 kg (200 lb) bombe